# Cratip d'Atenes
Cratip (grec antic: Κράτιππος, Krátippos, llatí: Cratippus) fou un historiador grec nadiu d'Atenes i contemporani de Tucídides, l'obra del qual va completar (τὰ παραλειφθέντα ὑπ̓ αὐτοῦ συναγαγὼν γέγραφεν), segons que diu Dionís d'Halicarnàs. Les paraules de Dionís sembla que volen dir no només que l'obra de Cratip era una continuació de l'obra inacabada de Tucídides, sinó també que va afegir tot allò que Tucídides havia omès als seus textos, i que va completar i complementar la seva obra. Va escriure en temps de Conó, segons Plutarc.